# Jacky Peeters

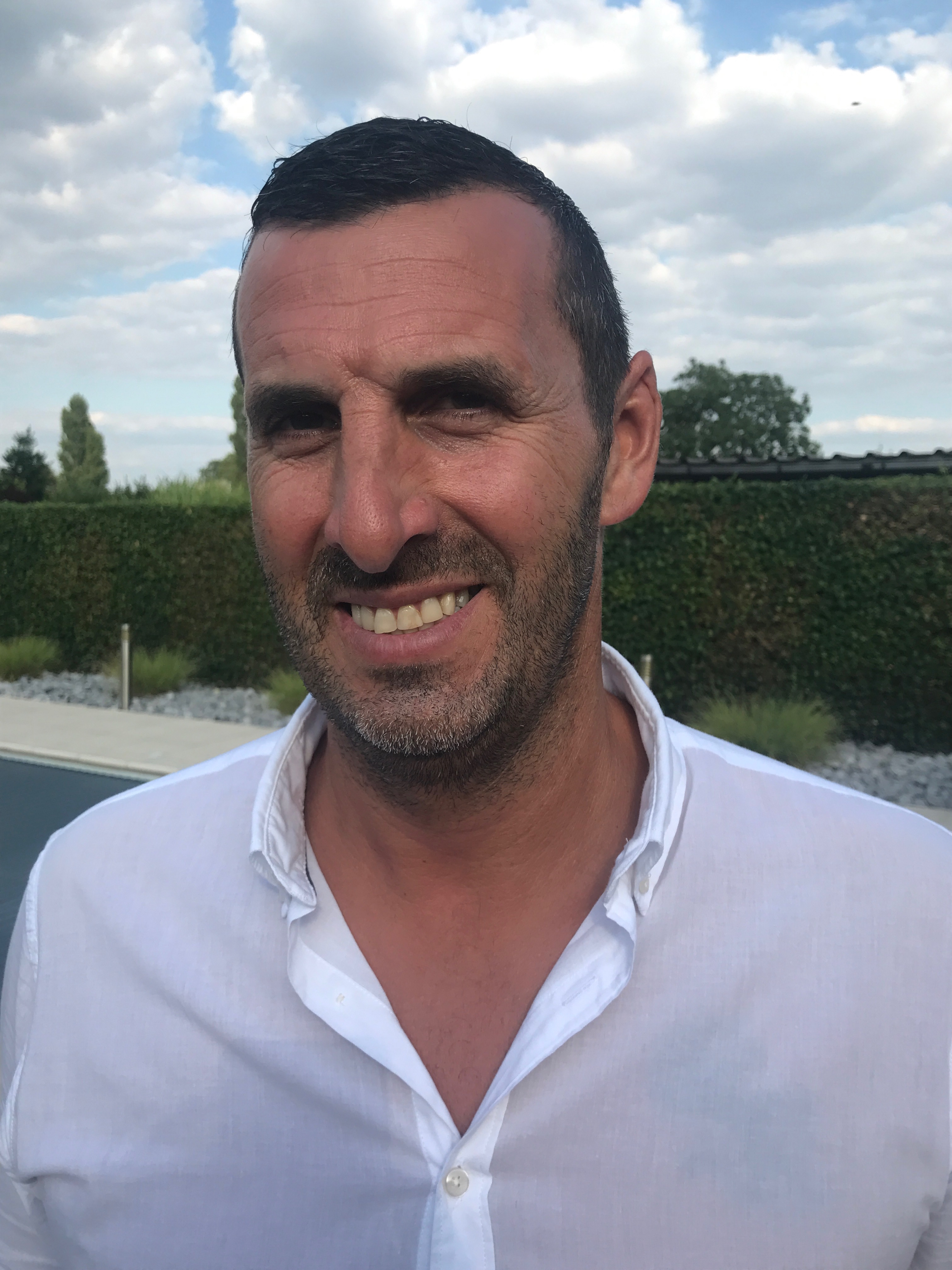
Jacky Peeters

Jacky Peeters (13 de Dezembro de 1969) é um ex-futebolista belga que atuava como zagueiro. Foi revelado pelo K.R.C. Genk. Também jogou pelo Arminia Bielefeld, K.A.A. Gent e pelo KVV Heusden-Zolder. Atualmente defende o Patro Eisden. Pela Seleção Belga, o jogador disputou a Eurocopa de 2000 e a Copa do Mundo de 2002. 